# Verkehr in Polen

Geschwindigkeitsbegrenzungen auf Polens Straßen

Dieser Artikel behandelt die verschiedenen Verkehrsformen in Polen.

## Straßenverkehr
Das Straßennetz verfügt über eine Gesamtlänge von rund 382.000 km, darunter ungefähr 1656 km Autobahnen und weitere 1604,6 km Schnellstraßen. Die Behörde GDDKiA der polnischen Regierung ist für die Verwaltung und die Finanzierung der Autobahnen, Schnellstraßen und Landesstraßen zuständig. Die Woiwodschaftsstraßen werden dagegen von den einzelnen Woiwodschaften verwaltet. Für Autobahnen, Schnell- und Landesstraßen ist auf ausgewählten Straßenabschnitten eine streckenabhängige Maut für Kraftfahrzeuge zu entrichten.
Bei einer Analyse des polnischen Infrastrukturministeriums wurden für 2005 23,4 Prozent des Straßennetzes als schlecht, 23,4 als zufriedenstellend und 53,2 als gut bezeichnet. 2004 starben in Polen 5700 Menschen bei Verkehrsunfällen, das bedeutete eine viermal höhere Rate als im Durchschnitt der EU. Dies war aber bereits eine Verringerung der Zahl, 1999 waren es noch 6730 Tote und 1998 7080. Insgesamt waren Ende 2007 383 PKW je 1000 Einwohner registriert, im EU-Durchschnitt sind es 486.
2009 wurden von der GDDKiA 18 Mrd. Złoty (4,5 Mrd. Euro) für den Ausbau und die Modernisierung des Straßennetzes ausgegeben. Zusätzlich wurden neue Investitionen mit einem Gesamtbetrag von 21 Mrd. Złoty (5,25 Mrd. Euro) geschaffen. Im Jahr 2010 wurde von der GDDKiA die Rekordsumme von 20 Mrd. Złoty (5 Mrd. Euro) für die Arbeiten am Ausbau des Straßennetzes investiert. Neue Investitionen mit einer Gesamtsumme von 22 Mrd. Złoty (5,5 Mrd. Euro) wurden gestartet.
2011 wurde laut der GDDKiA der Rekord der Gesamtinvestitionen aus dem Vorjahr um 6 Mrd. auf 26,4 Mrd. Złoty (6,6 Mrd. Euro) übertroffen. Ausschreibungen für neue Investitionen im Gesamtwert von 8 Mrd. Złoty (2 Mrd. Euro) wurden abgeschlossen.
2012 stellte sich als Gesamtinvestitionssumme in das Straßennetz auf 22,6 Mrd. Złoty (5,65 Mrd. Euro) ein. Eine Halbe Milliarde Złoty wurden für Reparatur- und Modernisierungsarbeiten ausgegeben.
Eine große Bedeutung nimmt der Busverkehr ein.

### Autobahnen und Schnellstraßen

Das aktuelle Autobahn- und Schnellstraßennetz in Polen
in Betrieb
in Bau
in Planung

Aufbau des Autobahn- und Schnellstraßennetzes in Polen

Das polnische Autobahn- und Schnellstraßennetz ist eines der am schnellsten expandierenden in Europa.
In den 1970er Jahren begannen ernsthafte Planungen und der erste Bau eines umfassenden Autobahnnetzes. 1976 begann der Bau der ersten Autobahnabschnitte. Bis 1999 wurden ca. 160 Autobahnkilometer fertiggestellt und freigegeben.
1985 wurden die Planungen eines Schnellstraßennetzes aufgenommen. Bis 1999 wurden ca. 12 km zweispuriger Schnellstraßen eröffnet.
Von 1999 bis 2004 wurden weitere 255 km Autobahn- und 28 km Schnellstraßenstrecken fertiggestellt. Somit betrug 2004 die Gesamtlänge der polnischen Autobahnen knapp 600 Kilometer.
In den Jahren von 2005 bis 2007 wurde das Autobahnnetz um weitere 235 km und das Schnellstraßennetz um 145 km ausgebaut.
Nach der Vergabe der Fußball-Europameisterschaft 2012 nach Polen und der Ukraine im Jahr 2007 war eine Fertigstellung aller polnischen Autobahnen bis Ende 2012 und ein Ausbau des Schnellstraßennetzes auf 2418 km geplant.
Nach einiger Zeit wurde bekannt, dass viele dieser großen Bauvorhaben nicht realisiert werden können. Zunächst wurde die Realisierung des 140 km langen Autobahnabschnittes Tuszyn–Pyrzowice aus Finanzierungsschwierigkeiten aufgegeben und auf das Jahr 2015 verschoben. Außerdem wurde die Aufstockung des Schnellstraßennetzes um beinahe 2000 km aus Finanzierungsschwierigkeiten und dem Plan, die Arbeiten in die Fertigstellung der Autobahnen zu investieren, verworfen.
2010 war es fraglich, ob die wichtigsten Projekte, die Abschnitte A1 Toruń–Łódź, A2 Łódź-Warschau sowie A4 Krakau–Ukraine, zur Fußball-Europameisterschaft realisiert werden konnten. Anfang 2011 wurde eingeräumt, dass die A1 von Toruń nach Łódź nicht fertiggestellt werden konnte, da das Teilstück Toruń–Kowal erst im September 2012 freigegeben werden sollte. Im Februar 2011 wurden die Bauarbeiten auf einem ca. 21 km langen Teilstück der A4 von Krakau zur ukrainischen Grenze unterbrochen, sodass nicht die gesamte A4 zur EM 2012 fertiggestellt wurde. Im Mai 2011 kam es auch zu erheblichen Problemen beim Bau der A2 von Łódź nach Warschau. Auf zwei der fünf Teilstücke, in die die Trasse unterteilt wurde, wurde die Baufirma entlassen und eine neue Ausschreibung gestartet. Nach zwei Monaten wurden die Bauarbeiten von zwei anderen Baufirmen wieder aufgenommen. Die Fertigstellung erfolgte im Oktober 2012. Während der EM waren aber beide nicht fertiggestellten Abschnitte temporär befahrbar, um eine angenehme Fahrt der Autofahrer nach Warschau zu ermöglichen.
Aufgrund der vielen in den 2000er Jahren gestarteten Bauvorhaben zum Ausbau und zur Modernisierung des Fernstraßennetzes stieg die Zahl der fertiggestellten und freigegebenen Autobahn- und Schnellstraßenkilometer kontinuierlich an. 2008 und 2009 wurden 150 km Autobahnen und 230 km Schnellstraßen eröffnet. Nach der Eröffnung von weiteren 10 Autobahn- und 125 Schnellstraßenkilometern im Jahr 2010, war die Gesamtlänge des Fernstraßennetzes auf ca. 850 km Autobahnen sowie 640 km Schnellstraßen angewachsen.
2011 wurden insgesamt 214 km an Autobahnabschnitten und 96 km an Schnellstraßenabschnitten eröffnet. Die 1000-Autobahnkilometer-Marke wurde mit der Eröffnung des 106 km langen Abschnittes der Autobahn A2 von Słubice an der deutschen Grenze bis nach Nowy Tomyśl am 1. Dezember überschritten. Ende 2011 betrug die Gesamtlänge des Autobahnnetzes 1060 km, die des Schnellstraßennetzes 750 km. Im Bau befanden sich ca. 570 km Autobahnen und ca. 700 km Schnellstraßen.
2012 kam es aufgrund von finanziellen Schwierigkeiten und den daraus resultierenden Insolvenzen von polnischen Bauunternehmen zu erheblichen Bauverzögerungen von bis zu zwei Jahren auf vielen Straßenprojekten. Die meisten Projekte, u. a. die A1 (Abschnitt Kowal–Łódź) und die A4 (Abschnitt Krakau–Ukraine), konnten zur Fußball-Europameisterschaft 2012 nicht realisiert werden. Es wurde zur Notwendigkeit, die Schulden der insolventen Großunternehmen bei Subunternehmen, Versorgern und Lieferanten zu regeln. Hunderte von Unternehmen, die von 27 Großunternehmen für ihre Arbeit nicht bezahlt worden sind, wurden bis zum 10. Dezember 2012 mit bis zu 485 Millionen Złoty von der GDDKiA entschädigt. Im Gegensatz dazu stellt 2012 auch das Rekordjahr an fertiggestellten und eröffneten Autobahn- und Schnellstraßenkilometern dar. Das Fernstraßennetz vergrößerte sich um 638,8 Kilometer, davon um 299,3 km an Autobahn- und 339,5 km an Schnellstraßenstrecke. Ende 2012 betrug die Gesamtlänge des Autobahnnetzes damit ca. 1370 km, die des Schnellstraßennetzes 1090 km. Im Bau befanden sich ca. 270 km Autobahnen und ca. 600 km Schnellstraßen.

### Ehemalige Autobahnen
Die geplante Reichsautobahn Berlin–Königsberg ist vor dem Zweiten Weltkrieg auf dem Staatsgebiet des heutigen Polen nur abschnittsweise einstreifig fertiggestellt worden. Bis nach der Jahrtausendwende wurde der Abschnitt östlich von Elbing als Landesstraße 22 verwendet und konnte auch von Radfahrern, Fußgängern und landwirtschaftlichem Verkehr befahren werden. In den Jahren von 2006 bis 2008 wurde die Strecke zur Schnellstraße S22 ausgebaut.

### Landesstraßen

Landesstraßennetz in Polen
Landesstraße
Schnellstraße
Autobahn
Maut-Autobahn

Die polnischen Landesstraßen (auch: Nationalstraßen) bilden das Hauptfernstraßennetz. Sie dienen dem nationalen und internationalen Verkehr. Ausgebaut sind sie teils wie Bundesstraßen, teils mehrspurig wie autobahnähnliche Straßen, mit getrennten Fahrbahnen.
Es gibt insgesamt 97 Straßen dieses Typs, mit den Nummern 1–68 und 70–98 (die Nummer 69 fehlt). Sie werden mit den Buchstaben DK (für Droga krajowa) abgekürzt. Die längste Landesstraße ist die Landesstraße 8 (ca. 720 km), die kürzeste die Landesstraße 96 (ca. 1,5 km). Die Gesamtlänge aller Landesstraßen beträgt 18.368 km. Aufgrund des Neubaus von Schnellstraßen parallel zum Verlauf der Landesstraßen erfolgt die Abstufung der Landesstraßen zu Woiwodschafts- oder Gemeindestraßen.
Auf den Landesstraßen gilt seit Jahren eine hohe Unfallrate. Im Jahr 2004 ereigneten sich auf den Landesstraßen 11.000 Verkehrsunfälle mit über 2.000 Toten und 15.000 Verletzten. Im Vergleich zum Vorjahr bedeutete dies eine Erhöhung der Unfallrate um 4,3 %. Auch die Zahl der Toten nahm um 7,2 % an. Ungefähr 30 % aller Toten auf den Landesstraßen waren Fußgänger. Um die Unfallrate wieder zu senken, wurden Straßenbereiche mit einer hohen Unfallrate häufig durch einen sogenannten Schwarzen Punkt (czarny punkt) gekennzeichnet. Bereits 2005 ist die Zahl der Unfälle wieder um 7,3 % gesunken, die Anzahl der Toten um 7,1 %. Im Jahr 2007 sind die tödlichen Unfälle weiterhin gesunken, insgesamt starben 947 Menschen. 2009 ist die Zahl der Toten im Vergleich zum Jahr 2007 um 30 % auf 674 gesunken. Dies wurde vor allem durch die Modernisierung vieler Strecken erreicht. Der technische Zustand von 60 % des Landesstraßennetzes wurde als gut bzw. sehr gut eingestuft.

### Woiwodschaftsstraßen
Die Woiwodschaftsstraßen (polnisch: drogi wojewódzkie) vervollständigen das Netz der Autobahnen und Schnell- sowie der Landesstraßen. Sie werden von den einzelnen Woiwodschaften und nicht wie es bei den Autobahnen und Schnell- sowie den Landesstraßen der Fall ist direkt vom Staat verwaltet.
Die Kennzeichnung dieser Straßen erfolgt mit einer dreistelligen Nummer auf einem gelben Hintergrund. Die Beschilderung auf die Woiwodschaftsstraße hat einen grünen Hintergrund.
Die längste Woiwodschaftsstraße ist die Droga wojewódzka 835 mit ungefähr 220 Kilometern, die kürzeste die Droga wojewódzka 219 mit ca. 55 Metern.
Die Gesamtlänge aller Woiwodschaftsstraßen beträgt 28.536 km. Dies sind 8 % aller Straßen in Polen.

### Busverkehr
Von großer Bedeutung in Polen ist der Überlandbusverkehr, der auch kleinste Ortschaften einbezieht. Es gibt zahlreiche Busverbindungen sowohl für Strecken innerhalb des Landes als auch grenzüberschreitend. Betreiber sind mehrere private und regionale Gesellschaften, die wichtigste ist die auch international operierende Państwowa Komunikacja Samochodowa (PKS).

## Schienenverkehr

Das Schienennetz in Polen

→ Siehe auch: Schienenverkehr in Polen und Liste der Eisenbahnstrecken in Polen und Polskie Koleje Państwowe

### Inlandsverkehr
Der Schienenverkehr spielt in Polen auch nach dem starken Wachstum des Individualverkehrs in den letzten zwei Jahrzehnten immer noch eine wichtige Rolle für das polnische Verkehrswesen.
Das Schienennetz hat eine Länge von 23.420 km. Als Stromsystem für den Bahnbetrieb wird Gleichstrom mit 3 kV verwendet; etwas mehr als die Hälfte der Strecken ist elektrifiziert. Betrieben wird es großteils von der Staatsbahn PKP (Polskie Koleje Państwowe). Es ist sternförmig angelegt mit Warschau als Mittelpunkt. Weitere wichtige Verkehrsknotenpunkte sind Posen, Danzig, Stettin, Breslau, Kattowitz und Krakau. Von Warschau nach Kattowitz/Krakau existiert eine Neubaustrecke (Centralna Magistrala Kolejowa). Die wichtigsten Städte werden durch InterCity-Züge miteinander verbunden, in den genannten großstädtischen Agglomerationen existieren S-Bahn-ähnliche Vorortzugsysteme.
Der Nahverkehr wird vorwiegend von dem 2008 aus der PKP-Gruppe ausgegliederten Eisenbahnverkehrsunternehmen Przewozy Regionalne sowie anderen regionalen Eisenbahnunternehmen bewältigt.
Eisenbahnunternehmen im Personenverkehr (2020)
- Polregio (nationaler Regionalverkehr)
- Koleje Mazowieckie (Regionalverkehr in der Woiwodschaft Masowien)
- PKP Szybka Kolej Miejska w Trójmieście (S-Bahnverkehr in der Dreistadt)
- PKP Intercity (Fernverkehr)
- Szybka Kolej Miejska w Warszawie (S-Bahnverkehr in Warschau)
- Koleje Śląskie (Regionalverkehr in der Woiwodschaft Schlesien und in der Woiwodschaft Kleinpolen)
- Warszawska Kolej Dojazdowa (Regionalverkehr in der Woiwodschaft Masowien)
- Koleje Wielkopolskie (Regionalverkehr in der Woiwodschaft Großpolen)
- Koleje Dolnośląskie (Regionalverkehr in der Woiwodschaft Niederschlesien)
- Arriva RP (Regionalverkehr in der Woiwodschaft Kujawien-Pommern)
- Koleje Małopolskie (Regionalverkehr in der Woiwodschaft Kleinpolen)
- Łódzka Kolej Aglomeracyjna (Regionalverkehr in der Woiwodschaft Łódź)
- Usedomer Bäderbahn
- Leo Express (Fernverkehr)

### Internationaler Verkehr

#### Güterverkehr

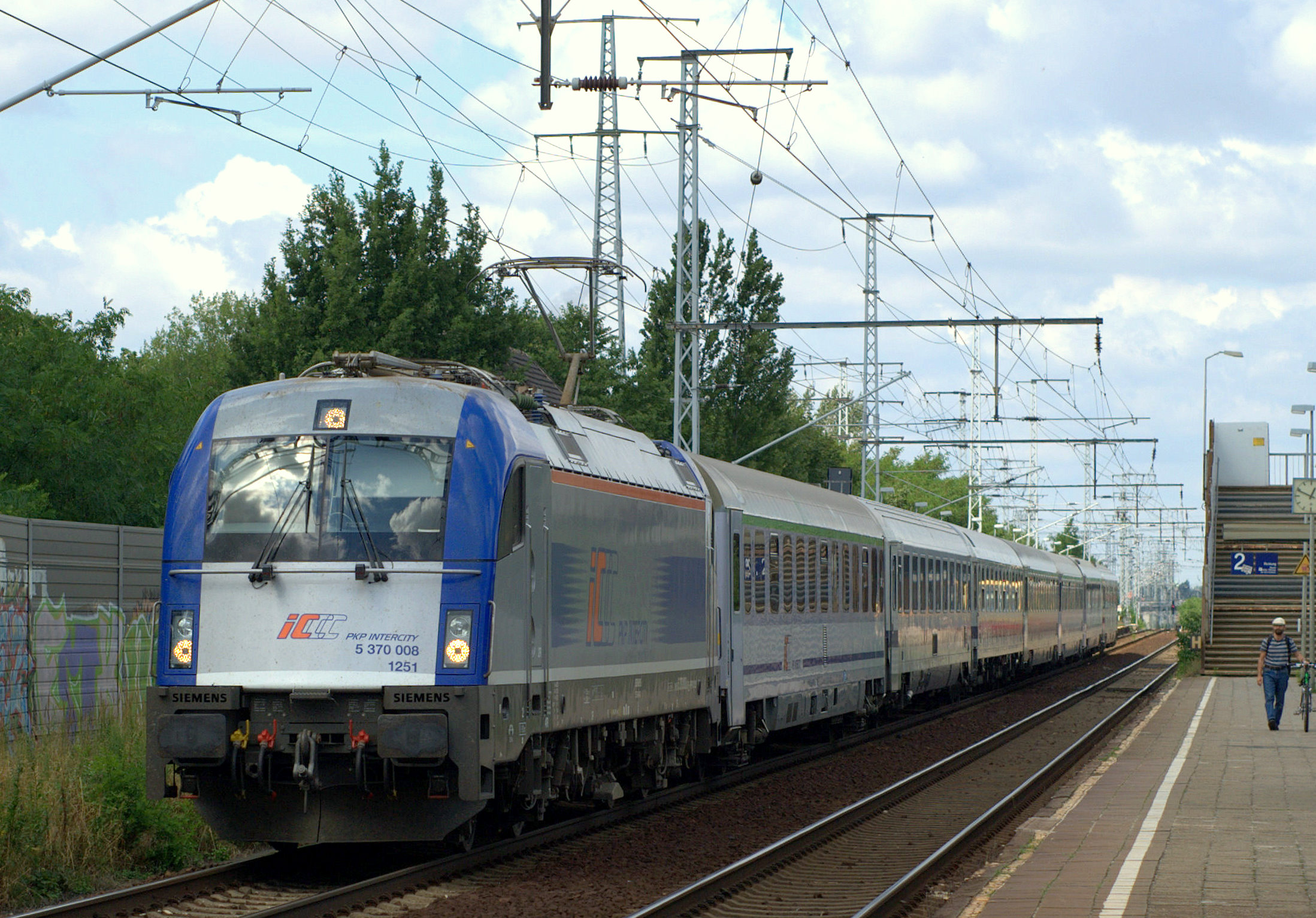
Ein Zug des Berlin-Warszawa-Express

Eine Transitachse für den Schienenverkehr in Polen umfasst die Strecken Frankfurt (Oder) – Warschau und weiter über den Bahnhof Brest-Zentralny in osteuropäische Länder. Bis vor einigen Jahren war auch der Transport von den Ostseehäfen in Stettin (Szczecin) und Danzig (Gdańsk) Richtung Tschechien und der Slowakei von größerer Bedeutung.
In Südostpolen gibt es eine weit ins Landesinnere reichende, Linia Hutnicza Szerokotorowa (LHS) genannte Bahn in russischer Breitspur von der Grenze zur Ukraine nach Sławków.

#### Personenverkehr
Die wichtigste polnische Bahnverbindung mit Deutschland ist der Berlin-Warszawa-Express (kurz: BWE), welcher mit bis zu 5 Verbindungen täglich Berlin mit Poznań und Warschau verbindet. Zudem gibt es mit einem Eurocity Zugpaar täglich pro Richtung eine direkte Verbindung von Berlin über Poznań und Danzig nach Gdingen und damit an die polnische Ostseeküste.
Bis Dezember 2015 gab es mit dem Eurocity Wawel zudem eine Direktverbindung von Hamburg über Berlin und Cottbus nach Breslau und Krakau, wobei dieser Zug bereits seit 2012 nur noch bis Wrocław Główny fuhr. Diese Verbindung wurde zumindest zwischen Berlin und Krakau mit einem täglichen IC-Bus ersetzt. Nach vollständigem Ausbau der Strecke zwischen Horka und Wrocław ist, sofern eine Reisezeit unter 3 Stunden erreicht werden kann, eine neue Bahnverbindung zwischen Berlin und Wrocław angedacht. Damit ist jedoch (Stand: April 2017) nicht vor 2020[veraltet] zu rechnen.
Die Strecke von Wrocław über Görlitz/Zgorzelec nach Dresden wurde bis zum 1. März 2015 vom Dresden-Wrocław-Express bedient. Seit dessen Einstellung wird diese Strecke durch eine deutlich langsame, häufiger haltende Verbindung des Trilex-Express bedient.
Im Verkehr mit Litauen wurden Züge mit automatisch verstellbaren Drehgestellen (SUW 2000) für verschiedene Spurweiten eingesetzt; die Verbindung wird auch inzwischen mit einem IC-Nachtbus Warschau–Vilnius bedient.

### Bahnhöfe
Folgende Bahnhöfe werden in Polen als „Główn -a, -e, -y“ (Hauptbahnhof, Abkürzung: „Gł.“) bezeichnet. Es wird die jeweilige Jahreszahl angegeben, seitdem der Bahnhof als Hauptbahnhof bezeichnet wird. Einige haben den Zusatz „Osobow -y, -a“ („Person“).
1. Bielsko-Biała Główna (Bielitz, 1943–1945, ab 1958)
2. Bydgoszcz Główna (Bromberg, 1942–1945, ab 1947)
3. Gdańsk Główny (Danzig, 1896–1945, ab 1947)
4. Gdynia Główna (Gdingen bzw. Gotenhafen, seit 1967 mit dem Zusatz Osobowa)
5. Iława Główna (Deutsch Eylau, 1903–1920, 1941–1945, ab 1947)
6. Kłodzko Główne (Glatz, 1901–1945, ab 1949)
7. Kraków Główny (Krakau, 1939–1945, 1947–1957, seit 1958 mit dem Zusatz Osobowy)
8. Lublin Główny (ab 2019)
9. Łowicz Główny (Lowitsch, ab 1951)
10. Olsztyn Główny (Allenstein, ab 1936)
11. Opole Główne (Oppeln, ab 1936)
12. Piła Główna (Schneidemühl, 1944, ab 1968)
13. Podkowa Leśna Główna (1927–1939, ab 1945)
14. Poznań Główny (Posen, 1879–1900 als Posen Central Bahnhof, 1901–19?? als Posen Zentralbahnhof, 1916–1919 und 1939–1945 als Posen Hauptbahnhof, 1945–1953 als Poznań Główny, seit 1954 als Poznań Główny Osobowy)
15. Przemyśl Główny (1941–1944, ab 1947)
16. Radom Główny (ab 2021)
17. Rzeszów Główny (Reichshof, ab 2008)
18. Sosnowiec Główny (Sosnowitz, ab 1951)
19. Szczecin Główny (Stettin, 1843–1869 als Stettin Berliner Bahnhof, ab 1931)
20. Świdnica Główna (Schweidnitz, 1916–1945, 1945–1948)
21. Świnoujście Główne (Swinemünde, 1910–1949)
22. Toruń Główny (Thorn 1901–1909, 1916–1920, ab 1937)
23. Wałbrzych Główny (Waldenburg-Dittersbach, ab 1949)
24. Warszawa Centralna (Warschau Zentral, ??–?? als Warszawa Centrum, ab 1969)
25. Warszawa Główna (Warschau Hauptbahnhof, 1918–1944, geschlossen, beherbergt seit 1972 das Eisenbahnmuseum Warschau, wiedereröffnet 2021)
26. Wrocław Główny (Breslau, 1884–1900 als Breslau Central-Bahnhof, 1901–1953, seit 1954 mit dem Zusatz 'Osobowy')
27. Zielona Góra Główna (Grünberg (Schlesien), ab 2018)

### Eisenbahngesellschaften
Polskie Koleje Państwowe (PKP)
PKP Intercity
PKP Szybka Kolej Miejska w Trójmieście
PKP Cargo
PKP Polskie Linie Kolejowe
PKP Linia Hutnicza Szerokotorowa
Polregio
Koleje Mazowieckie
Szybka Kolej Miejska w Warszawie
Warszawska Kolej Dojazdowa
Koleje Śląskie
Koleje Dolnośląskie
DB Cargo Polska
CTL Logistics
Pol-Miedź Trans
Lotos Kolej
Rail Polska
Arriva RP
Górnośląskie Koleje Wąskotorowe (GKW)
Transchem
Captrain Polska
Freightliner PL

### Zuggattungen
Zuggattungen der Polskie Koleje Państwowe (PKP) und Przewozy Regionalne:
- EuroCity (EC): internationaler Qualitätszug, wichtigste Fernverkehrsstrecken
- Express (Ex): nationaler Expresszug, wichtigste Fernverkehrsstrecken, reservierungspflichtig
- Express InterCity (EIC): wie Express, mit modernisiertem Wagenmaterial
- Twoje Linie Kolejowe (TLK, ehemals Pospieszny): nationaler Schnellzug, reservierungspflichtig in erster Klasse
- InterRegio (IR): Schnellzug mit höherer Haltedichte
- Regioekspres (RE): wie InterRegio, mit modernisiertem Wagenmaterial
- Regio (ehemals Osobowy): Nahverkehrszug
- PKP Szybka Kolej Miejska w Trójmieście, Szybka Kolej Miejska w Warszawie: S-Bahn in der Dreistadt bzw. Warschau

### Schmalspurbahnen
In Polen fanden sich bis etwa 1990 in fast allen Landesteilen teils sehr umfangreiche Schmalspurnetze, verbreitet waren vor allem die Spurweiten 1000 mm und 750 mm. Die meisten Bahnen sind in den Jahren seit 1990 stillgelegt worden, auf einigen Reststrecken wird aber noch Museumsbetrieb angeboten.
- Bromberger Kreisbahn (Bydgoskie Koleje Powiatowe); 600 mm
- Jarotschiner Kreisbahn (Jarocińska Kolej Dojazdowa); 600 mm, stillgelegt
- Kreisbahn Witkowo (Witkowska Kolejka Powiatowa); 600 mm, ab 1957: 750 mm, stillgelegt, teilweise Museumsbetrieb
- Lycker Kleinbahnen (Ełcka Kolej Dojazdowa); 1000 mm, ab ?: 750 mm
- Oberschlesische Schmalspurbahn: 785 mm
- Opalenitzaer Kleinbahngesellschaft (Kolejka Opalenicka); 750 mm, stillgelegt
- Piaseczyńska Kolej Wąskotorowa, bis 2001 Grójecka Kolej Dojazdowa (Grójecer Schmalspurbahnen); 1000 mm
- Pommersche Schmalspurbahnen; 1000 mm
- Schmalspurbahn Rogów–Biała Rawska (Rogowska Kolej Wąskotorowa); 600 mm, ab 1954: 750 mm, Fundacja Polskich Kolei Wąskotorowych (FPKW)
- Schmalspurige Localbahn Przeworsk–Dynów (Przeworska Kolej Dojazdowa); 760 mm, umgespurt auf 750 mm
- Schmiegeler Kreisbahn (Śmigielska Kolej Dojazdowa); 1000 mm, ab 1958: 750 mm
- Schrodaer Kreisbahn (Średzka Kolej Powiatowa); 1000 mm, ab 1952/54: 750 mm
- Kreisbahn Krotoschin–Pleschen (Krotoszyńska Kolej Dojazdowa); 750 mm
- Waldbahn Bieszczady; früher 760 mm, heute 750 mm
- Wirsitzer Kreisbahn (Wyrzyskie Koleje Powiatowe); 600 mm
- Zniner Kreisbahn (Żnińska Kolej Powiatowa); 600 mm
- Zuckerbahn Dobre Aleksandrowskie–Kruszwica; 716 mm
- Żuławska Kolej Dojazdowa; 750 mm

### Waldbahnen
(Alle gelisteten Bahnen an der polnischen Ostgrenze, gereiht von Nord nach Süd.)
| Name der Bahn       | Strecke                                  | Spur- weite mm | Länge km | Antrieb durch | von       | bis       | Betrieb durch | Bemerkung                                    |
| ------------------- | ---------------------------------------- | -------------- | -------- | ------------- | --------- | --------- | ------------- | -------------------------------------------- |
| Waldbahn            | Płociczno – Gulbin – Zelwa               | 600            | ~ 37     |               | 1916      | 1989      |               | ab 2001 Touristikbetrieb, teilweise abgebaut |
| Waldbahn            | Czarna Białostocka – Kopna Góra – Waliły | 600            | ~ 32     |               | 1919      | 1990      |               | teilweise abgebaut                           |
| Waldbahn Hajnówka   | Hajnówka (Waldbahnnetz)                  | 600            |          |               | 1916      | 1992      |               | teilweise abgebaut                           |
| Waldbahn            | Parczew                                  | 1000           | ~ 10     |               |           | ~ 1965    |               | abgebaut                                     |
| Waldbahn            | Rozprza                                  |                | ~ 15     |               |           |           |               | abgebaut                                     |
| Waldbahn            | Zagnańsk – Nowa Słupia                   |                | ~ 30     |               |           |           |               | abgebaut                                     |
| Waldbahn            | Zagnańsk – Czerwona Góra – Suchedniów    |                | ~ 18     |               |           |           |               | abgebaut                                     |
| Waldbahn            | Kielce – Złota Woda                      |                | ~ 30     |               | 1916      | 1985      |               | abgebaut                                     |
| Waldbahn            | Lipa – Biłgoraj                          |                | ~ 63     |               |           | 1988      |               |                                              |
| Waldbahn            | Susiec                                   |                | ~ 10     |               |           |           |               | abgebaut                                     |
| Waldbahn            | Rzepedź – Mików                          |                | ~ 9      |               | 1923 1959 | 1944 1994 |               |                                              |
| Waldbahn Bieszczady | Nowy Łupków – Majdan                     |                | ~ 18     |               | 1898      | 1984      |               | ab 1996 Touristikbetrieb                     |
| Waldbahn            | Przysłup – Moczarne                      |                | ~ 12     |               | 1964      | 1994      |               | ab 2009 Touristikbetrieb                     |
| Waldbahn            | Sokoliki – Ustrzyki Górne                |                | ~ 27     |               | ~ 1900    | ~ 1939    |               |                                              |

## Luftverkehr

Flughäfen in Polen, Statistik 2016

Der Luftverkehr in Polen erfuhr in den 1990er Jahren eine Privatisierungswelle.
Polens Luftfahrtbranche befindet sich im Aufwind. Mit 21,9 Millionen Fluggästen wurde 2011 ein neuer Rekord erreicht.
Pünktlich zur Fußball-Europameisterschaft EURO 2012 wurden die meisten Flughäfen des Landes modernisiert und erweitert. Am 16. Juni 2001 wurde mit den USA ein Vertrag über den Luftverkehr abgeschlossen, der ab 2004 den Anflug aller internationalen Flughäfen in den USA von Polen aus ermöglichte.

### Unternehmen
Die größte Fluggesellschaft ist die Polskie Linie Lotnicze (LOT), welche Tochterunternehmen wie die EuroLOT, besitzt.
Die 3Xtrim-Flugzeug-Fabrik ist ein Hersteller von Segelflugzeugen. Die ZRPSL ist ein Zulieferer von Flugzeugteilen.

### Flughäfen
Der mit Abstand größte und bedeutendste Flughafen Polens ist der Chopin-Flughafen Warschau, gefolgt von denen in Krakau, Katowice und Danzig. Weitere Flughäfen mit geringerem internationalen Flugverkehr sind Posen, Breslau, Łódź, Stettin, Rzeszów, Bydgoszcz sowie Olsztyn-Mazury.
| Name des Flughafens  | IATA- Code | ICAO- Code | Höhe (m) | Eröff- nung | Betreiber                                                               | Klassifi- zierung | Moder- nisiert | Passa- giere        | Fracht (Tonnen) | Flugbe- wegungen |
| -------------------- | ---------- | ---------- | -------- | ----------- | ----------------------------------------------------------------------- | ----------------- | -------------- | ------------------- | --------------- | ---------------- |
| Breslau (Wrocław)    | WRO        | EPWR       | 123      | 1938        | Port Lotniczy Wrocław S.A.                                              | INT               | 2011           | 1.606.222 (+0,5 %)  | 946             | 23.627           |
| Bydgoszcz            | BZG        | EPBY       | 72       | 2004        | Port Lotniczy Bydgoszcz SA                                              | INT               | 2004           | 279.536 (+%)        | 7.537           | -                |
| Danzig (Gdańsk)      | GDN        | EPGD       | 149      | 1910        | Port Lotniczy Gdańsk Sp. z.o.o.                                         | INT               | 2011           | 2.449.702 (+10,9 %) | 4.944           | 34.400           |
| Katowice (Pyrzowice) | KTW        | EPKT       | 303      | n.v.        | Górnośląskie Towarzystwo Lotnicze S.A.                                  | INT               | 2007           | 2.500.984 (+5,7 %)  | 10.948          | 29.259           |
| Krakau-Balice        | KRK        | EPKK       | 241      | 1968        | Międzynarodowy Port Lotniczy im. Jana Pawła II Kraków-Balice Sp. z o.o. | INT               | 2007           | 3.014.060 (+6,3 %)  | 3.801           | 32.803           |
| Łódź (Lublinek)      | LCJ        | EPLL       | 158      | 1925        | Port Lotniczy Łódź-Lublinek sp. z o.o                                   | INT               | 2012           | 390.261 (−5,6 %)    | –               | 3.245            |
| Poznań-Ławica        | POZ        | EPPO       | 94       | 1913        | Port Lotniczy Poznań-Ławica sp. z o.o.                                  | INT               | 2003           | 1.425.865 (+3,1 %)  | –               | -                |
| Rzeszów-Jasionka     | RZE        | EPRZ       | 211      | 1945        | Port Lotniczy Rzeszów-Jasionka Sp. z o.o.                               | INT               | 2011           | 487.740 (+8,0 %)    | 12.357          | -                |
| Szczecin-Goleniów    | SZZ        | EPSC       | 47       | 1956        | Port Lotniczy Szczecin-Goleniów Sp. z o.o.                              | INT               | 2006           | 258.217 (−3,9 %)    | 119             | 3.235            |
| Warschau (Okęcie)    | WAW        | EPWA       | 110      | 1910        | Polnische Przedsiębiorstwo Państwowe Porty Lotnicze                     | INT               | 2011           | 9.322.485 (+7,6 %)  | 40.800          | 116.693          |

Quelle: ulc.gov.pl
- Anmerkung:  Daten, die nicht bekannt sind, werden mit n. v. (nicht verfügbar) gekennzeichnet.

## Schifffahrt
Polen liegt an der Ostsee. Wichtige Seehäfen sind:
- Hafen von Danzig
- Hafen Swinemünde
- Hafen Stettin
- Hafen Gdingen

In den polnischen Seehäfen werden jährlich 100 Millionen Tonnen Güter umgeschlagen.
Es bestehen Fährverbindungen von polnischen Häfen nach Baltijsk, Ystad, Nynäshamn, Trelleborg, Karlskrona und Bornholm.
Die Transportleistung von Frachtgütern der polnischen Binnenschifffahrt betrug im Jahr 2016 10 Millionen tkm. Das entspricht einem Zehntel der Transportleistung in den 2000er Jahren. Die Länge der Binnenwasserstraßen beträgt 3722 km, jedoch davon nur 206 km der Klassen IV und V.

## Projekte
Die sechs größten Verkehrsprojekte der 2020er Jahre in Polen sind:
- Rail Baltica als Teil eines Eisenbahnringes um die Ostsee
- Centralny Port Komunikacyjny, ein Verkehrs-Hub westlich von Warschau
- Tiefwasserhafen Świnoujście, einschl. LNG-Terminal Świnoujście
- Kanal durch die Frische Nehrung
- Wasserstraße E40 und
- Via Carpathia[35]

## Verkehrsmuseen
- Freilichtmuseum für Schienenfahrzeuge in Chabowka, Chabówka, Rabka-Zdrój – Eisenbahnen
- Eisenbahnmuseum Warschau, Warschau – Eisenbahnen
- Polnisches Luftfahrtmuseum, Krakau, Woiwodschaft Kleinpolen – Flugzeuge
- Schmalspurbahnmuseum Gryfice, Gryfice, Woiwodschaft Westpommern – Eisenbahnen
- Schmalspurbahnmuseum Wenecja, Wenecja, Woiwodschaft Kujawien-Pommern – Eisenbahnen
- Skansen Parowozownia Kościerzyna, Kościerzyna, Woiwodschaft Pommern – Eisenbahnen
- Kujawiesches Eisenbahnmuseum, Redecz Krukowy, Woiwodschaft Kujawien-Pommern
- Stadtverkehrsmuseum Posen (polnisch Muzeum Komunikacji Miejskiej w Poznaniu)

Quelle ist der Atlas Linii Kolejowych Polski 2010
1. Woiwodschaft Großpolen, Wolsztyn (Wollstein), Bahnbetriebswerk Wolsztyn
2. Woiwodschaft Karpatenvorland, Powiat Leski, Gemeinde Cisna, Majdan, Schmalspurbahnausstellung Museumseisenbahn
3. Woiwodschaft Kleinpolen, Chabówka, Freilichtmuseum für Schienenfahrzeuge in Chabowka
4. Woiwodschaft Kleinpolen, Krzeszowice (Kressendorf), Skansen kolejowy w Krzeszowicach
5. Woiwodschaft Kleinpolen, Nowy Sącz (Neu Sandez), Newag
6. Woiwodschaft Kujawien-Pommern (Bromberg), Bydgoszcz, Izba Tradycji Bydgoskich Dróg Żelaznych
7. Woiwodschaft Kujawien-Pommern, Wenecja, Schmalspurbahnmuseum Wenecja für Bahnen mit 600 mm Spurweite
8. Woiwodschaft Kujawien-Pommern Redecz Krukowy, Kujawiesches Eisenbahnmuseum
9. Woiwodschaft Łódź, Powiat Brzeziński, Rogów, Schmalspurbahn Rogów–Biała Rawska
10. Woiwodschaft Łódź, Skierniewice, Eisenbahnmuseum Skierniewice
11. Woiwodschaft Łódź, Zduńska Wola-Karsznice (Zduńska Wola), Skansen Taboru Kolejowego w Karsznicach
12. Woiwodschaft Lublin, Janów Lubelski, Skansen Kolei Leśnej
13. Woiwodschaft Lublin, Lubartów, Izba tradycji Lubartow
14. Woiwodschaft Masowien, Grodzisk Mazowiecki, Muzeum Elektrycznej Kolei Dojazdowej
15. Woiwodschaft Masowien, Pionki, Skansen Leśnej Kolei Wąskotorowej, Kolej Leśna Pionki
16. Woiwodschaft Masowien, Sochaczew, Schmalspurbahnmuseum für Bahnen mit 750 mm Spurweite, eröffnet am 6. September 1986
17. Woiwodschaft Masowien, Warschau, Eisenbahnmuseum Warschau
18. Woiwodschaft Niederschlesien, Dzierżoniów (Reichenbach im Eulengebirge), Sowiogórskie Muzeum Techniki
19. Woiwodschaft Niederschlesien, Jaworzyna Śląska (Königszelt), Eisenbahnmuseum, Muzeum Przemysłu i Kolejnictwa na Śląsku
20. Woiwodschaft Pommern, Kościerzyna, (Berent), Eisenbahnmuseum Skansen, Skansen Parowozownia Kościerzyna
21. Woiwodschaft Schlesien, Częstochowa (Tschenstochau), Muzeum Historii Kolei w Częstochowie
22. Woiwodschaft Schlesien, Herby Nowe (Neu Herby), Muzeum Koleje Herby Nowe
23. Woiwodschaft Schlesien, Pyskowice (Peiskretscham), Eisenbahnmuseum Pyskowice (Skansen kolejowy w Pyskowicach)
24. Woiwodschaft Schlesien, Rudy (Kuźnia Raciborska), ul. Szkolna 1, (Groß Rauden), Zabytkowa Stacja Kolei Wąskotorowej Rudy (Schmalspurbahnmuseum)
25. Woiwodschaft Schlesien, Tarnowskie Góry ul. Szczęść Boże 52, (Tarnowitz), Skansen Maszyn Parowych
26. Woiwodschaft Westpommern, Gryfice (Greifenberg in Pommern), Schmalspurbahnmuseum Gryfice, für Bahnen mit 1000 mm Spurweite